# Nannippus
Nannippus is een geslacht van uitgestorven paardachtigen, dat in Noord-Amerika leefde in het midden- en laat-Mioceen en het Plioceen, van ongeveer 13,6 tot 3,6 miljoen jaar geleden.
Het is een geslacht van kleine, hypsodonte paardachtigen die wat op antilopen leken, met zeer slanke poten en voeten. De kroon van de tanden was tot een kwart langer dan die van huidige paarden. De wetenschappelijke naam van het geslacht is voor het eerst gepubliceerd door William Diller Matthew in 1926; hij beschreef het oorspronkelijk als een ondergeslacht van Hipparion. De meeste onderzoekers beschouwen Nannippus echter als een volwaardig geslacht.

## Soorten
Bruce J. MacFadden publiceerde in 1998 een overzicht van fossiele paarden uit Noord-Amerika. Hierin rekende hij zes soorten tot Nannippus:
- Nannippus beckensis Dalquest en Donovan, 1973
- Nannippus ingenuus (Leidy, 1885)
- Nannippus minor (Sellards, 1916)
- Nannippus morgani Hulbert, Jr., 1993
- Nannippus peninsulatus (Cope, 1885) – dit is de typesoort van het geslacht.
- Nannippus westoni (Simpson, 1930)

MacFadden beschouwde Nannippus aztecus Mooser, 1968 als een synoniem van Nannippus minor. De Paleobiology database geeft N. aztecus als aparte soort maar niet N. ingenuus. Ze voegt nog deze soorten toe:
- Nannippus parvulus (Marsh, 1868)
- Nannippus venustus (Leidy, 1860)